# 1973 Голяма награда на Нидерландия
1973 Голяма награда на Нидерландия е 18-о за Голямата награда на Нидерландия и десети кръг от сезон 1973 във Формула 1, провежда се на 20 юни 1973 година на пистата Зандворд близо до град Зандворд, Нидерландия.

## Репортаж
Предишното издание за ГП на Нидерландия е отменено, заради лошата инфраструктура на трасето Занворд. Местната автомобилна организация успя с много усилия да подобрят трасето, включвайки нов завой наречен Панорамабохт, намирайки се след завоя Оост Тунел. Но голямата новина е свързана с напускането на Ферари за остатъка от сезона, заради лошите резултати. Носят се и слухове, че Джаки Икс и Артуро Мерцарио са информирани от Скудерията да си намерят друг отбор. Въпреки че Джоди Шектър не е наказан за инцидента, което довело до спирането на състезанието в Силвърстоун, Макларън реши да дадат почивка на южно-африканеца, за неизвестно време. Като резултат от инцидента в Силвърстоун, Андреа де Адамич обяви своето прекратяване от състезателна дейност, докато Съртис фокусират вниманието си върху болида TS14A. Последната промяна дойде в Уилямс, където Гейс ван Ленеп взе второто пилотско място, редом до Хоудън Гънли.

### Квалификация
Квалификацията отново е доминирана от Рони Петерсон с шестата си пол-позиция, с половин секунда по-бърз от Джеки Стюарт и Франсоа Север с Тирел. Дени Хълм и Карлос Ройтеман с Брабам окупират втората редица, а победителя от Силвърстоун, Питър Ревсън остана шести. Джеймс Хънт, Карлос Паче, Жан-Пиер Белтоаз и Джаки Оливър (който успя да намери нужната скорост на своя Шадоу) окупират десетката, а Емерсон Фитипалди остана едва 16-и, след като претърпя тежък инцидент, в който си контузи глезените си. Разочороващият сезон за Майк Хейлууд продължи, след като поредица от механически проблеми го попречи да запише резултат, но организаторите решават да пуснат англичанина за състезанието.

### Състезание
По време на неделната тренировка, Инсайн намери сериозен проблем в монтажа на задното окачване, с което разумно решават да се оттеглят от състезанието, нещо което Рики фон Опел не е доволен, след като постига 14-и резултат в квалификацията. За второ поредно състезание Ники Лауда е ударен от някого още на старта, докато Петерсон направи добър старт, за да задържи позицията си от Тирел-ите. Стюарт пое преследването пред Паче и Север, преди да се оформи разлика между французина и намиращия се на пета позиция Марч на Хънт. Оливър се удари в мантинелите във втората обиколка, докато Фитипалди се оттегли малко по-късно, след като болките на глезените му попречи да продължи състезанието. Моменти по-късно Майк Бютлър се присъедини към списъка на отпадналите след повреда в двигателя.
Петерсон продължи да води след петата обиколка пред Стюарт, Паче и Север. След тях е Хънт пред Хълм и Ройтеман, преди да се оформи разлика между аржентинеца и групата водена от Ревсън, Клей Регацони, Белтоаз, Уилсън Фитипалди и ван Ленеп. Обиколка по-късно Север успя да мине пред Паче, но пилота на Съртис остана с двата Тирел-а, докато Лауда изпреварвайки Хейлууд и Крис Еймън, мина и пред Шадоу-а на Джордж Фолмър.
И докато лидерите се надпреварват за лидерството, зад тях се случи трагедия. Роджър Уилямсън, който се движи 13-и загуби контрол в осмата обиколка, заради спукана гума и се катастрофира на завоя Хонденвлак, удряйки бариерата. Самата мантинела не е монтирана правилно и вместо да спре Марч-а на англичанина, болида се преобърна, а след това се подпали заради разкъсан резеровар. Дейвид Пърли, който е непосредствено зад Уилямсън, излезе от болида си в опит да помогне на попадналия в беда съотборник. Пърли се опита да изгаси пожара с пожарогасител, но това не му помогна тъй като маршалите са лошо екипирани или неопитни за такива случаи. Осъзнавайки, че приятеля му вече не вика както и неуспешните опити да преобърне горящия болид сам, Пърли се отдалечи видимо разстроен. Пожарната кола пристига осем минути по-късно, като през това време Уилямсън почина от задушаване. Тялото му е извадено от кокпита като е покрито, за да не бъде видян от зрителите и от приближаващите състезатели. 24-годишния Уилямсън е определен като един от младите таланти и потенциални победители, като протежето му Том Уеткрофт планира да участва с него във Формула 1 за следващия сезон.
Състезанието продължи въпреки неприятната участ като единствено Хълм е крайно недоволен от маршалите и тези около боксовете, които виждат черен дим от другата страна на пистата като инцидента стана на няколко метри от мястото, където Пиърс Къредж загуби живота си три години по-рано. Ройтеман спря болида си на завоя Тарзан, поради несвързана повреда в неговия Брабам, докато Хълм е застигнат от Ревсън, Регацони и Белтоаз. Паче е изпреварен от Хънт и Хълм след като проблем в една от гумите принуди бразилеца да спре в бокса в 19-а обиколка. Скоро след това Еймън напуска с повреда в горивната система.
Петерсон удържа все още водачеството си пред двата Тирел-а, Хънт, Хълм, Ревсън и трите БРМ-а, след като Лауда мина и пред Уилсън Фитипалди като самия бразилец катастрофира в 27-ата обиколка. Промени в класирането не настъпват, преди Хълм да се оттегли в 31-вата обиколка с повреден двигател. В 40-а обиколка разликата която Петерсон има пред Стюарт и Север започва да намалява, докато Регацони спря в бокса за смяна на гуми, а съотборника му Лауда е съпътстван с проблем в горивната помпа, отпадайки в 52-рата обиколка. През това време Хейлууд също напуска надпреварата с електрически проблеми в неговия Съртис. Проблем в скоростната кутия е причината Петерсон да бъде застигнат от Стюарт и Север, които изпреварват шведа в 64-та обиколка, преди Рони да се прибере в бокса окончателно.
Това даде шанс на Стюарт да постигне 26-а победа, която го прати пред легендарния Джим Кларк по брой победи. Север завърши зад съотборника си с пето поредно второ място, а Хънт финишира трети, постигайки първия си подиум, след като се движи по-голямата част от състезанието без съединител. Ревсън завърши четвърти пред Белтоаз и ван Ленеп, който взе последната точка, както и първа за конструктор воден от Франк Уилямс. Паче, Регацони, Лауда и Фолмър са останалите финиширали, докато Греъм Хил остана на 16 обиколки зад победителя, след теч във водния резервоар. След състезанието опитите на Пърли за спасяване на неговия приятел са възнаградени с медал Джордж, а дни след надпреварата той е интервюиран от журналист на мястото, където почина Уилямсън.

## Класиране
| Поз | No | Пилот             | Конструктор      | Обиколки | Време/Отпадане   | Място | Точки |
| --- | -- | ----------------- | ---------------- | -------- | ---------------- | ----- | ----- |
| 1   | 5  | Джеки Стюарт      | Тирел-Форд       | 72       | 1:39:12.45       | 2     | 9     |
| 2   | 6  | Франсоа Север     | Тирел-Форд       | 72       | + 15.83          | 3     | 6     |
| 3   | 27 | Джеймс Хънт       | Марч-Форд        | 72       | + 1:03.01        | 7     | 4     |
| 4   | 8  | Питър Ревсън      | Макларън-Форд    | 72       | + 1:09.13        | 6     | 3     |
| 5   | 20 | Жан-Пиер Белтоаз  | БРМ              | 72       | + 1:13.37        | 9     | 2     |
| 6   | 26 | Гейс ван Ленеп    | Исо Малборо-Форд | 70       | + 2 Об.          | 20    | 1     |
| 7   | 24 | Карлос Паче       | Съртис-Форд      | 69       | + 3 Об.          | 8     |       |
| 8   | 19 | Клей Регацони     | БРМ              | 68       | + 4 Об.          | 12    |       |
| 9   | 25 | Хоудън Гънли      | Исо Малборо-Форд | 68       | + 4 Об.          | 15    |       |
| 10  | 16 | Джордж Фолмър     | Шадоу-Форд       | 67       | + 5 Об.          | 22    |       |
| 11  | 2  | Рони Петерсон     | Лотус-Форд       | 66       | Двигател         | 1     |       |
| НКл | 12 | Греъм Хил         | Шадоу-Форд       | 56       | Не е класиран    | 17    |       |
| Отп | 21 | Ники Лауда        | БРМ              | 52       | Горивна помпа    | 11    |       |
| Отп | 23 | Майк Хейлууд      | Съртис-Форд      | 52       | Електро          | 24    |       |
| Отп | 7  | Дени Хълм         | Макларън-Форд    | 31       | Двигател         | 4     |       |
| Отп | 11 | Уилсън Фитипалди  | Брабам-Форд      | 27       | Инцидент         | 13    |       |
| Отп | 22 | Крис Еймън        | Текно            | 22       | Горивна система  | 19    |       |
| Отп | 10 | Карлос Ройтеман   | Брабам-Форд      | 9        | Tyre             | 5     |       |
| Отп | 18 | Дейвид Пърли      | Марч-Форд        | 8        | Оттегля се       | 21    |       |
| Отп | 14 | Роджър Уилиямсън  | Марч-Форд        | 7        | Фатален инцидент | 18    |       |
| Отп | 1  | Емерсон Фитипалди | Лотус-Форд       | 2        | Физически        | 16    |       |
| Отп | 15 | Майк Бютлър       | Марч-Форд        | 2        | Електро          | 23    |       |
| Отп | 17 | Джаки Оливър      | Шадоу-Форд       | 1        | Инцидент         | 10    |       |
| НСт | 28 | Рики фон Опел     | Инсайн-Форд      | 0        | Не стартира      | 14    |       |

## Класиране след състезанието
| Поз | Пилот             | Точки |
| --- | ----------------- | ----- |
| 1   | Джеки Стюарт      | 51    |
| 2   | Емерсон Фитипалди | 41    |
| 3   | Франсоа Север     | 39    |
| 4   | Рони Петерсон     | 25    |
| 5   | Питър Ревсън      | 23    |
| 6   | Дени Хълм         | 23    |
| 7   | Карлос Ройтеман   | 8     |
| 8   | Джеймс Хънт       | 8     |

| Поз | Конструктор   | Точки   |
| --- | ------------- | ------- |
| 1   | Тирел-Форд    | 62 (66) |
| 2   | Лотус-Форд    | 58 (62) |
| 3   | Макларън-Форд | 38      |
| 4   | Брабам-Форд   | 12      |
| 5   | Ферари        | 12      |
| 6   | Шадоу-Форд    | 5       |
| 7   | БРМ           | 5       |
| 8   | Марч-Форд     | 1       |